# Leandra mollis
Leandra mollis är en tvåhjärtbladig växtart som beskrevs av Célestin Alfred Cogniaux. Leandra mollis ingår i släktet Leandra och familjen Melastomataceae. Inga underarter finns listade i Catalogue of Life.